# Kostel svatého Jana Křtitele (Velká Chyška)
Kostel svatého Jana Křtitele  je římskokatolický filiální chrám, náležející v současné době k farnosti Pacovské a stojí v obci Velká Chyška v okrese Pelhřimov. Kostel je chráněn jako nemovitá památka.

## Historie
První písemná zmínka o sídle villa Cisca pochází z roku 1143, kdy ji kníže Vladislav II.  daroval klášteru premonstrátů na Strahově.  Premonstráti zde v blíže neurčeném roce dali postavit románský kostel, který byl přestavěn na jednolodní gotický  s hranolovou věží v západním průčelí. O jeho celkové podobě se dochovala jediná kresba. Později si zde strahovští kanovníci postavili letní rezidenci, nazývanou zámeček a proměněnou později ve faru.  Název byl proto někdy pozměněn na "Prelátská Chýška". Gotický kostel vyhořel roku 1698, byl obnoven roku 1699 a jako příliš malý – nedostačující zbořen roku 1897. Nahradila jej nynější stavba z let 1897–1898, opět pod vedením strahovských premonstrátů.

## Stavba
Novorománská jednolodní stavba na půdorysu latinského kříže s pětibokým presbytářem a sakristií má na západním průčelí hranolovou věž s jehlancovou špicí a nad presbytářem malou sanktusovou věžičku. Kostel byl podle plánů architekta Františka Rožánka a stavitele Aloise Potůčka postaven v letech 1897–1898 za patronátu strahovského opata Zikmunda Starého, který podle shodného projektu, jen s drobnými odchylkami v dekoraci dal postavit také strahovské patronátní  kostely ve Střešovicích, v Nebušicích a v Úhonicích. Ze starého chrámu je na vnější stěně presbytáře zazděna náhrobní deska Kateřiny Berničky z Kraselova s erbem neúplného klobouku a českým nápisem s letopočtem 1578.
- Vnitřní vybavení bylo zčásti přeneseno z předchozího kostela a pochází z 18. století, většinou je současné s nynější architekturou.
- Hlavní oltář je zasvěcen sv. Janu Křtiteli.
- Ke kostelu patří barokní budova fary, kterou vymaloval premonstrátský malíř Siard Nosecký.